# Zouqiao (sockenhuvudort i Kina, Jiangxi Sheng, lat 29,42, long 115,49)
Zouqiao är en sockenhuvudort i Kina. Den ligger i provinsen Jiangxi, i den sydöstra delen av landet, omkring 91 kilometer nordväst om provinshuvudstaden Nanchang. Antalet invånare är 8 306. Befolkningen består av 4 005 kvinnor och 4 301 män. Barn under 15 år utgör 21,0 %, vuxna 15-64 år 70 %, och äldre över 65 år 8,0 %.
Runt Zouqiao är det ganska tätbefolkat, med 199 invånare per kvadratkilometer. Närmaste större samhälle är Fanzhen, 19,2 km norr om Zouqiao. I omgivningarna runt Zouqiao växer i huvudsak blandskog.
Genomsnittlig årsnederbörd är 2 141 millimeter. Den regnigaste månaden är maj, med i genomsnitt 334 mm nederbörd, och den torraste är januari, med 59 mm nederbörd.